# Nathaniel Moore
Nathaniel "Nathan" Ford Moore (Chicago, 31 de janeiro de 1884 — 9 de janeiro de 1910) foi um golfista norte-americano.
Competiu nos Jogos Olímpicos de Verão de 1904, onde foi integrante da equipe de golfe norte-americana que conquistou a medalha de ouro.